# Jiro Hiratsuka
Jiro Hiratsuka (平塚 次郎 Hiratsuka Jirō?,  nacido el 2 de diciembre de 1979 en Saitama) es un exfutbolista japonés. Jugaba de centrocampista y su último club fue el Jatco de Japón.

## Trayectoria

### Clubes
| Club            | País  | Año         |
| --------------- | ----- | ----------- |
| Shonan Bellmare | Japón | 1998 - 2000 |
| Jatco           | Japón | 2001 - 2003 |